# Venner (sæson 2)
Den anden sæson af Venner, en amerikansk komedieserie skabt af David Crane og Marta Kauffman, havde premiere på NBC den 21. september 1995. Venner blev produceret af Bright/Kauffman/Crane Productions, i samarbejde med Warner Bros Television. Sæsonen indeholder 24 episoder. Sæsonen stoppede den 16. maj 1996.

## Handling
Rachel opdager, at Ross dater Julie, en, han kendte fra skolen. Julie vender tilbage til flere episoder tidligt i sæsonen. Rachels forsøg på at fortælle Ross at hun kan lide ham, afspejler Ross' egne mislykkede forsøg i den første sæson, men hun kommer ved et uheld til at sige det i et telefonopkald. Da Ross finder ud af det, han dumper Julie, men Rachel er vred, fordi der en liste over dårlige ting, han skrev om hende, som han skrev for at vælge mellem de to af dem. Til sidst, en galla-video afslører, at Ross havde til hensigt at følge Rachel til skolebal, da hendes date var sent på den. Dette gør at Rachel tilgiver ham, og de begynder et forhold, der varer ind i den følgende sæson. 
Joey får en del i en fiktiv version af sæbeopera Horton-sagaen, men bliver skrevet ud, da han irriterer forfattere ved at sige i et interview, at han skriver mange af hans egne replikker. 
Richard, en ven af Monica og Ross' forældre, der er blevet skilt, og med voksne børn, er 21 år ældre end Monica, men trods dette, begynder de at date. Til slut i sæsonen, ender de forholdet, da de indser, at han ikke ønsker flere børn, og hun gør.
Joey flytter i egen lejlighed og en uhyggelig fyr ved navn Eddie Menuek flytter ind i stedet for. Chandler væmmes ved, at Eddie ikke kan lide hvad han kan lide. Han har svært ved at få man til at flytte ud igen, så han overtaler Joey til at flytte tilbage og foregive, at Eddie aldrig boet der. Chandler forelsker sig i en kvinde over internettet og når han går med til møde hende i Central Perk. Kvinden viser sig at være Chandler's ekskæreste, Janice. Trods dette, beslutter de at komme sammen igen, for alvor.

## Medvirkende
| Skuespiller      | Rolle          |
| ---------------- | -------------- |
| Jennifer Aniston | Rachel Green   |
| Courteney Cox    | Monica Geller  |
| Lisa Kudrow      | Phoebe Buffay  |
| Matt LeBlanc     | Joey Tribbiani |
| Matthew Perry    | Chandler Bing  |
| David Schwimmer  | Ross Geller    |

| Skuespiller           | Rolle             |
| --------------------- | ----------------- |
| Maggie Wheeler        | Janice Hosenstein |
| Marlo Thomas          | Sandra Green      |
| Ron Leibman           | Leonard Green     |
| Elliott Gould         | Jack Geller       |
| Christina Pickles     | Judy Geller       |
| Steve Zahn            | Duncan            |
| Brooke Shields        | Erika             |
| Jean-Claude Van Damme | Sig selv          |
| Julia Roberts         | Susie             |
| Charlie Sheen         | Ryan              |

| Skuespiller         | Rolle           |
| ------------------- | --------------- |
| Lauren Tom          | Julie           |
| Tom Selleck         | Richard Burke   |
| Adam Goldberg       | Eddie Menuek    |
| Jane Sibbett        | Carol Willick   |
| Jessica Hecht       | Susan Bunch     |
| June Gable          | Estelle Leonard |
| James Michael Tyler | Gunther         |

## Episoder
| Nr. i serie | Nr. i sæson | Titel                                                                           | Instruktør       | Forfatter                                                                    | Oprindelig sendedato | Produktionskode |
| ----------- | ----------- | ------------------------------------------------------------------------------- | ---------------- | ---------------------------------------------------------------------------- | -------------------- | --------------- |
| 25          | 1           | "The One with Ross’ New Girlfriend" "Den med Ross’ nye kæreste"                 | Michael Lembeck  | Jeff Astroff & Mike Sikowitz                                                 | 21. september 1995   | 45730           |
| 26          | 2           | "The One" "Den med brystmælken"                                                 | Michael Lembeck  | Adam Chase & Ira Ungerleider                                                 | 28. september 1995   | 457302          |
| 27          | 3           | "The One Where Heckles Dies" "Den hvor råbet dør"                               | Kevin Bright     | Michael Curtis & Gregory S. Malins                                           | 5. oktober 1995      | 457303          |
| 28          | 4           | "The One with Phoebe’s Husband" "Den med Phoebe’s mand"                         | Gail Mancuco     | Alexa Junge                                                                  | 12. oktober 1995     | 457305          |
| 29          | 5           | "The One with Five steaks and an Eggplant" "Den med fem steaks og en aubergine" | Ellen Gittelsohn | Chris Brown                                                                  | 19. oktober 1995     | 457304          |
| 30          | 6           | "The One with the Baby on the Bus" "Den med babyen på bussen"                   | Gail Mancusco    | Betsy Borns                                                                  | 2. november 1995     | 457307          |
| 31          | 7           | "The One Where Ross finds Out" "Den hvor Ross finder ud af det"                 | Peter Bonerz     | Michael Borkow                                                               | 9. november 1995     | 457309          |
| 32          | 8           | "The One with the List" "Den med listen"                                        | Mary Kay Place   | David Crane & Marta Kauffman                                                 | 16. november 1995    | 457308          |
| 33          | 9           | "The One with Phoebe’s Dad" "Den med Phoebe’s far"                              | Kevin Bright     | Jeff Astrof & Mike Sikowitz                                                  | 14. december 1995    | 457309          |
| 34          | 10          | "The One with Russ" "Den med Russ"                                              | Thomas Schlamme  | Ira Ungerleider                                                              | 4. januar 1996       | 457311          |
| 35          | 11          | "The One with the Lesbian Wedding" "Den med det lesbiske bryllup"               | Thomas Schlamme  | Dotty Abrams                                                                 | 18. januar 1996      | 457312          |
| 36-37       | 12-13       | "The One After the Superbowl" "Den efter superbowl"                             | Michael Lembeck  | Jeff Astrof & Mike Sikowitz & Michael Borkow                                 | 28. januar 1996      | 457313 & 457314 |
| 39          | 14          | "The One with the Prom Video" "Den med Prom videoen"                            | James Burrows    | Alexa Junge                                                                  | 1. februar 1996      | 457315          |
| 38          | 15          | "The One Where Ross and Rachel… You Know" "Den med Ross og Rachel… Du ved"      | Michael Lembeck  | Michael Curtis & Gregory S. Malins                                           | 8. februar 1996      | 457310          |
| 40          | 16          | "The One Where Joey Moves Out" "Den hvor Joey flytter"                          | Michael Lembeck  | Betsy Borns                                                                  | 15. februar 1996     | 457316          |
| 41          | 17          | "The One Where Eddie Moves In" "Den hvor Eddie flytter ind"                     | Michael Lembeck  | Adam Chase                                                                   | 22. februar 1996     | 457417          |
| 42          | 18          | "The One Where Dr. Ramoray Dies" "Den hvor Dr. Ramoray dør"                     | Michael Lembeck  | Historie af: Alexa Junge Tv-manuskript af: Michael Borkow                    | 21. marts 1996       | 457418          |
| 43          | 19          | "The One Where Eddie Won’t Go" "Den Den hvor Eddie ikke vil gå"                 | Michael Lembeck  | Michael Curtis & Gregory S. Malins                                           | 28. marts 1996       | 457419          |
| 44          | 20          | "The One Where Old Yeller Dies" "Den hvor Gamle Yeller dør"                     | Michael Lembeck  | Historie af: Michael Curtis & Gregory S. Malins Tv-manuskript af: Adam Chase | 4. april 1996        | 457320          |
| 45          | 21          | "The One with the Bullies" "Den med bøllerne"                                   | Michael Lembeck  | Brian Buckner & Sebastian Jones                                              | 25. april 1996       | 457321          |
| 46          | 22          | "The One with the Two Parties" "Den med de to fester"                           | Michael Lembeck  | Alexa Junge                                                                  | 2. maj 1996          | 457322          |
| 47          | 23          | "The One with the Chicken Pox" "Den med skoldkopper"                            | Michael Lembeck  | Brown Mandell                                                                | 0. maj 1996          | 457323          |
| 48          | 24          | "The One qitrh Barry and Mindy’s Wedding" "Den med Barry og Mindy’s bryllup"    | Michael Lembeck  | Historie af: Ira Ungerleider Tv-manuskript af: Brown Mandell                 | 16. maj 1996         | 457323          |